# Технолог-эстетист
Технолог-эстетист — специалист в области создания стиля человека. Направления, в которых работает технолог-эстетист, чрезвычайно разнообразны: это макияж, маникюр, косметические процедуры, SPA-услуги, массаж, он же проводит эпиляцию. В Советском Союзе в парикмахерских, наряду с залами для стрижек, были маникюрные, педикюрные и косметические салоны.
Соревнования по прикладной эстетике проходят в рамках конкурсной программы «Молодых профессионалов (Ворлдскиллс Россия, WorldSkills Russia)» .

## Специализация
Технолог-эстетист обладает следующими знаниями и навыками:
- знает анатомо-физиологические особенности человеческого организма;
- является SPA-мастером;
- обладает технологией ухода за кожей и методами коррекции внешности клиента;
- проводит диагностику состояния кожи и осуществляет индивидуальный подбор подходящих косметических средств;
- знает состав косметических средств и правила их использования;
- умеет пользоваться косметической аппаратурой и знает особенности её применения;

виды специализации
- мастер ногтевого сервиса (маникюр и педикюр);
- специалист по коррекции внешности;
- косметолог;
- визажист;
- бровист.

Работа
Санатории, оздоровительные центры, SPA-салоны, фитнес-клубы, салоны красоты и парикмахерские, физиотерапевтические кабинеты.

## Подготовка кадров
Технологов-эстетист готовят в техникумах, а также в ВУЗах по специальности Прикладная эстетика , c 2023 года готовят по специальности Технология красоты. В некоторых образовательных организациях для технологов-эстетистов предусматривается углублённая медицинская подготовка.